# Филаго
Филаго (итал. Filago) је насеље у Италији у округу Бергамо, региону Ломбардија.
Према процени из 2011. у насељу је живело 2575 становника. Насеље се налази на надморској висини од 181 м.

## Становништво
Према резултатима пописа становништва 2011. у општини је живело 3.176 становника.
| 1936. | 1951. | 1961. | 1971. | 1981. | 1991. | 2001. | 2011. |
| ----- | ----- | ----- | ----- | ----- | ----- | ----- | ----- |
| 1.514 | 1.710 | 1.881 | 2.071 | 2.218 | 2.284 | 2.665 | 3.176 |